# Senza difesa
Senza difesa (Defenseless) è un film thriller statunitense del 1991 diretto da Martin Campbell.